# 萧钜
萧钜（6世纪—618年4月11日），小名藏，西梁南海王萧珣子。西梁灭亡后，宗室入隋朝。

## 生平
萧钜小名藏，姑父隋炀帝和他很亲近，大业三年（607年），萧钜的伯父西梁末代皇帝梁公萧琮去世，炀帝没有让萧琮的儿子萧铉续封，而是续封萧钜为梁公。炀帝以萧钜为千牛，与其同僚宇文皛出入宫掖，伺察内外。大约大业六年（610年），隋炀帝每有游宴，萧钜都跟从，炀帝每日于苑中林亭间摆出盛大的酒席，敕孙燕王杨倓与萧钜、宇文皛及隋文帝嫔御为一席，僧、尼、道士、女官为一席，炀帝与诸宠姬为一席，彼此略相连接，罢朝后就一起宴饮，彼此劝酒，酒酣乱性习以为常，萧钜、宇文皛因而在宫中多行淫秽。
大业十四年（618年）三月，隋炀帝巡幸江都时，骁果军右屯卫将军许国公宇文化及、虎贲郎将司马德戡等图谋作乱弑君，江阳长张惠绍连夜骑马告知御史大夫裴蕴，二人合谋，想矫诏调动城下军民交给左翊卫大将军荣国公来护儿节度，收捕逆党，发动羽林军和殿脚（为其大船牵挽的船工），遣范富娄等进入西苑找萧钜和杨倓主持大局，再扣门救驾。计划已定后，裴蕴遣人报知内史侍郎虞世基，但虞世基怀疑所谓有人谋反非实，阻止了此事。杨倓也有所察觉，想入奏，担心暴露，就与萧钜、宇文皛等从芳林门侧下水道入宫，到玄武门，诈称突然染病快死了，临死想见炀帝最后一面，希望以此与炀帝相见，却被守卫宫殿的人阻遏无果，并被叛将裴虔通抓住囚禁。宇文化及随即发动江都宫变，将炀帝、杨倓等皇族及虞世基、裴蕴、来护儿、宇文皛、萧钜等和他们的儿子一并杀害。
萧鉅之子萧嗣德任唐朝银州刺史；萧嗣业为唐朝名将，官拜鸿胪少卿、琅邪郡公。萧嗣德孙萧炜。